# 遠山啓
遠山 啓（とおやま ひらく、1909年8月21日 - 1979年9月11日）は、日本の数学者。東京工業大学名誉教授。
数学教育の分野でよく知られる。
熊本県下益城郡（現・宇城市）出身。
銀林浩と共に「水道方式」という初等教育で計算規則を教える方法を考案し、当時の文部省の学習指導要領準拠の算数教科書授業よりも、はるかに効果の高いことを実験的に証明した。

## 略歴・人物
1909年（明治42年）、大韓帝国の仁川に生まれるが、すぐに郷里の熊本県に帰る。小学校4年で東京に移り、母親と二人で手狭な家に同居していたように暮らし向きは決して裕福ではなかった。渋谷の千駄ヶ谷小学校から東京府立一中に入学。同級生に牛場信彦、佐久洋（元中小企業庁長官）らがいた。その後、旧制福岡高等学校を経て、東京帝国大学理学部数学科に入学するも退学。小学校時代から社会や人間に関わるのが嫌いで、不運な国に生まれたと感じていた。そのためもあって、証明で千人万人を納得させられる数学で身を立てていこうと思ってきたことをここで再度認識する。これにより東北帝国大学理学部数学科に再入学し、1938年に卒業。この時28歳だった。
卒業後、霞ヶ浦海軍基地の航空隊の教官（海軍教授）を務めながら、整数論と代数関数論の研究をしていた。
1944年から東京工業大学に助教授として勤務、1949年、同大学教授に就任。戦後間もない頃の学生には吉本隆明や奥野健男がおり、共に遠山から甚大な影響を受けた。
子供が通う小学校で観た算数教育に疑問を感じたことがきっかけで、1951年（昭和26年）、数学教育協議会（数教協）を結成し、長くその委員長として、小・中・高校の教育現場での数学教育を指導し、数学教育の改革に率先してその力となった。中学校の数学教育において、因数分解や幾何の証明など、あまりに難解な問題を生徒に課すことや、生徒が間違わないことを過度に重要視する日本の学校教育を批判していた。
「タイル」というシェーマの使用、「数」による指導に加えて幾何学量（長さ、面積など）にもとづく「量の概念」の導入、「水道方式」という数学の学び方を開発。
1970年東工大を定年退官、名誉教授。1973年には、教育の全体をどう変えていくかをテーマに、雑誌『ひと』を創刊。
1979年（昭和54年）、転移性のがんのため埼玉県大宮市さきたま病院にて死去。享年70。

## 著書
- 「遠山啓著作集 数学教育論シリーズ」全13巻（太郎次郎社） 1978 - 1981  
0.『数学教育への招待』
  1. 『数学教育の展望』
  2. 『数学教育の潮流』
  3. 『水道方式とはなにか』
  4. 『水道方式をめぐって』
  5. 『量とはなにかI - 内包量・外延量』
  6. 『量とはなにかII - 多次元量・微分積分』
  7. 『幾何教育をどうすすめるか』
  8. 『数学教育の現代化』
  9. 『現代化をどうすすめるか』
  10. 『たのしい数学・たのしい授業』
  11. 『数楽への招待I』
  12. 『数楽への招待II』
  13. 『数学教育の改革運動』
- 「遠山啓著作集 数学論シリーズ」全8巻（太郎次郎社） 1980 - 1981
0.『数学への招待』
  1. 『数学の展望台I 中学・高校数学入門』
  2. 『数学の展望台II 複素数・三角関数・線形代数』
  3. 『数学の展望台III 行列・微分積分』
  4. 『現代数学への道』
  5. 『 数学つれづれ草』
  6. 『数学と文化』
  7. 『数学のたのしさ』
- 「遠山啓著作集 教育論シリーズ」全5巻（太郎次郎社） 1978 - 1980
0.『教育への招待』
  1. 『教育の理想と現実』
  2. 『教育の自由と統制』
  3. 『序列主義と競争主義』
  4. 『教師とは、学校とは』
- 『遠山啓著作集 別巻1 遠山啓日記抄 + 総索引』（太郎次郎社） 1983
- 『遠山啓著作集 別巻2 遠山啓数学教育公演カセット』（太郎次郎社） 1983
- 「数の広場シリーズ」全8巻+別巻1（ほるぷ出版） 1986 - 1987 ：学童向け
  1. 『数の生いたち - 数の歴史』
  2. 『数のふしぎ - 初等整数論』
  3. 『2次元の世界 - 平面幾何』
  4. 『3次元の世界 - 立体幾何』
  5. 『ふく面の数学I - 代数，1次方程式』
  6. 『魔法の箱 - 関数』
  7. 『ふく面の数学II - 代数，2次方程式』
  8. 『数学サロン - 論理・確率・他』

別巻『数学ハンドブック』
- 「遠山啓エッセンス」全7巻（銀林浩, 榊忠男, 小沢健一編、日本評論社） 2009
  1. 『数学教育の改革』
  2. 『水道方式』
  3. 『量の理論』
  4. 『授業とシェーマと教具』
  5. 『序列主義・競争原理批判』
  6. 『中学・高校の数学教育』
  7. 『数学・文化・人間』

### 単著
- 『行列論』（共立出版） 1952
- 『無限と連続』（岩波新書） 1952、のち改版
- 『解析幾何学演習』（広川書店） 1956
- 『数学入門』上・下（岩波新書） 1959 - 1960
- 『教師のための数学入門』（国土社） 1960 - 1965、のち新版 1991
- 『お母さんもわかる水道方式の算数』（明治図書出版） 1962
- 『数の不思議、数学はおもしろい』（国土社） 1962
- 『現代数学の考え方』（明治図書出版） 1962、のち改題新版『現代数学入門』（ちくま学芸文庫）
- 『新数学 I』（学生社） 1963
- 『新数学勉強法 時代が数学を要求している』（講談社ブルーバックス） 1963
- 『数学とその周辺』（明治図書出版） 1963
- 『講座 算数の教え方』（明治図書出版） 1965
- 『しろうと教育談 科学と芸術と教育』（国土社） 1965
- 『ベクトルと行列』（日本評論社） 1965
- 『現代数学対話』（岩波新書） 1967
- 『キュート数学Ⅰ』（三省堂）1967
- 『現代数学講話』（明治図書出版） 1968
- 『数学教育ノート』（国土社） 1969、のち新版 1991
- 『キュート数学Ⅱ』（三省堂）1969
- 『微分と積分 - その思想と方法』（日本評論社） 1970、のち新版（ちくま学芸文庫）
- 『数学と社会と教育』（国土社、国土選書） 1971
- 『数学は変貌する 古代から現代まで』（国土社） 1971、新版 1990、改題新版『数学と人間』（中公文庫）　
  - 『数学は変貌する 古代から現代まで』（国土新書） 1976
- 『関数を考える』（岩波書店） 1972、のち岩波現代文庫
- 『初等整数論』（日本評論社） 1972、のち新版（ちくま学芸文庫）
- 『数学の学び方・教え方』（岩波新書） 1972
- 『代数的構造 数学講座』（筑摩書房） 1972、のち新版（ちくま学芸文庫）
- 『文化としての数学』（大月書店、国民文庫） 1973、のち光文社文庫、のち中公文庫
- 『かけがえのない、この自分 教育問答』（太郎次郎社） 1974
- 『数の不思議』（国土社、日本少年文庫） 1974
- 『競争原理を超えて ひとりひとりを生かす教育』（太郎次郎社） 1976
- 『水源をめざして』（太郎次郎社） 1977：自伝的エッセー
- 『いかに生き、いかに学ぶか 若者と語る』（太郎次郎社） 1978
- 『教育の蘇生を求めて 遠山啓との対話』（太郎次郎社） 1978
- 『古典との再会 文学・学問・科学』（太郎次郎社） 1980
- 『数と式 代数入門』（講談社、リフレッシュ数学） 1980、のち新版（ちくま学芸文庫）
- 『さんすうだいすき』（ほるぷ出版） 1982
- 『関数論初歩』（日本評論社） 1986
- 『遠山啓のコペルニクスからニュートンまで』（太郎次郎社） 1986
- 「基礎からわかる　数学入門』（SBクリエイティブ）　2013、上述『キュート数学Ⅰ」及び『キュート数学Ⅱ』を合冊し、明らかな誤字脱字や計算の誤りなどを訂し、問の解答の脱落を編集部で補ったもの。

### 共編著
- 『新しい数学教室』（編、新評論社） 1953
- 『算数の指導計画 系統的教育の展開』（中谷太郎共編、国土社） 1954
- 『代数学演習』（編著、広川書店） 1956
- 『ちからのつくさんすう / 算数 1～6年生編』（国土社、みつばち学習クラブ） 1956 - 1957
- 『中学校における数学の指導計画』（中谷太郎共編、国土社、指導計画書シリーズ） 1958
- 『水道方式による計算体系』（銀林浩共著、明治図書出版、現代教育全書） 1960
- 『どうしたら算数ができるようになるか お母さんの教育相談』（編著、日本評論新社） 1960
- 『算数に強くなる水道方式入門』（編、国土社） 1961
- 『算数の系統学習』（中谷太郎共編、国土社、指導計画シリーズ 小学校の部） 1961
- 『愛児の算数指導 絵でみる水道方式 算数を強くするために』（渡辺幸信共編著、視覚教育研究所） 1962
- 『水道方式による算数の本』1 - 5（横地清共編、国土社） 1962
- 『量の理論 水道方式の基礎』（長妻克亘共著、明治図書出版） 1962
- 『量の指導入門 応用問題に強くなる』（長妻克亘共編、国土社） 1963
- 『水道方式の授業展開』（長妻克亘共編、国土社） 1964
- 『方程式と行列』（長妻克亘共著、共立出版、市民の数学） 1964
- 『図形の指導入門 小学校』（長妻克亘共編、国土社） 1964
- 『図形の指導入門 中学校』（長妻克亘共編、国土社） 1965
- 『数学ティータイム』（矢野健太郎共編、日本評論社） 1965
- 『幼児の算数 算数に強い子をつくる』（栗原九十郎共著、国土社） 1965
- 『関数の指導 中学校編』（編、明治図書出版）1966
- 『新・数学案内』（矢野健太郎共編著、ダイヤモンド社） 1966
- 『現代数学教育講座』全6巻（編、明治図書出版） 1970
  1. 『数と量』
  2. 『関数』
  3. 『文字から代数へ』
  4. 『集合と論理』
  5. 『確率・統計』
  6. 『空間と図形』
- 『現代化数学指導法事典』（編、明治図書出版） 1971
- 「数学教育現代化の基礎」（銀林浩共編、国土社） 1971
  1. 『量と構造』
  2. 『水道方式』
  3. 『関数･空間』
- 『歩きはじめの算数 ちえ遅れの子らの授業から』（編、国土社） 1972
- 『算数わかる教え方 1～6年』（銀林浩共編、国土社） 1972
- 『数学の世界』（編、大月書店、国民文庫） 1974
- 『わかるさんすうの教え方』1 - 4（銀林浩共編、麦書房） 1976 - 1983
- 『おちこぼしをつくらない算数の授業』1 - 3（編、国土社） 1977
- 『数学のきずな』（吉岡修一郎共著、学生社、科学随筆文庫） 1978
- 『算数わかる教え方学び方』全18巻（銀林浩共編、国土社） 1980 - 1985

## 翻訳
- 『初等解析学』（エドウィン・ビドウェル・ウイルソン、宇田川銈久, 大津賀信共訳、広川書店） 1957 - 1958
- 『シンメトリー 美と生命の文法』（ヘルマン・ヴァイル、紀伊国屋書店） 1957
- 『数学スナップ・ショット』（H・ステインハウス、紀伊国屋書店） 1957
- 『高い立場からみた初等数学』（F・クライン、監訳、商工出版社、数学選書） 1959 - 1961
- 『数の発達心理学』（ピアジェ, A・シェミンスカ、銀林浩, 滝沢武久共訳、国土社） 1962
- 『新しい代数学の発見』（K・L・ガードナー、林一共訳、ダイヤモンド社） 1968
- 『代数の第一歩』（W・W・ソーヤー、梶亮子共訳、みすず書房） 1972